# 人民代表院

徽章

人民代表院（じんみんだいひょういん、タイ語: สภาผู้แทนราษฎรไทย, Saphaputhan Ratsadonthai, サパープーテーンラーサドーン）は、タイ王国の国民議会を構成する議院であり、下院に相当する。

## 沿革
クーデタによる憲法停止や一院制の導入により、廃止と設置が繰り返されている。
- 1946年 - 新憲法が公布され、公選制の下院として発足。
- 1952年 - 一院制の国民議会（定員123）が発足。
- 1959年 - サリット・タナラットによるクーデタ。議会が廃止。
- 1968年 - 再設置（定員219）。
- 1972年 - タノーム・キッティカチョーン率いる軍事政権により議会が廃止。
- 1974年 - 再設置。
- 1976年 - 一院制議会（定員360、任命制）へ移行。
- 1978年 - 公選制の下院議会（定員301）として再設置。
- 1991年 - 一院制議会（定員292、任命制）へ移行。
- 1997年 - 再設置（定員500）。
- 2006年 - クーデター後、暫定憲章が公布され一院制の国民議会（定員250）が設立。
- 2007年 - 新憲法が公布。再設置（定員500）。小選挙区比例代表並立制（小選挙区375、比例区125）。
- 2014年 - クーデターにより、議会解散。
- 2017年 - 新憲法公布により、再設立。

## 概要

### 選挙権
- 選挙権 - 18歳以上のタイ国民。新たに国籍を取得したものは5年を経てから選挙権を有する。また僧侶、沙彌、修行者もしくは出家者は選挙権の行使を停止される。
- 被選挙権 - 25歳以上のタイで出生した国民。

### 任期
4年。解散時には任期満了前に議員資格を失う。

### 選出方法
2017年に成立した憲法改正により、小選挙区比例代表並立制から小選挙区比例代表併用制に改正された。

### 定数
2017年に成立した憲法改正により、500人とする。

## 役職

### 議長
国民議会議長を兼任する。職務の遂行において中立を義務付けられている。

### 副議長
最大で2名まで選出できる。なお、正副議長は政党の役員を兼務することができない。

### 野党指導者
閣僚を選出されていない、総議員数の5分の1以上（20％）の議席を有する政党党首（議員兼任）から野党指導者を任命。野党の総数が20％未満の場合、野党議員の過半数の支持を得た野党党首を任命。